# Elaeagnus tonkinensis
Elaeagnus tonkinensis — це вид рослин із родини маслинкових, поширений у Південному Китаї та В'єтнамі (де його називають Nhót).

## Опис
Кущі, вічнозелені, прямостоячі, близько 3 м заввишки. Молоді гілки з щільними залозистими лусочками. Черешок близько 6 мм, стрункий, густо темно-коричневий луската; листова пластинка еліптична, 4,5-5,6 × 1,5-2,4 см, паперова, абаксіально густо жовтувато-біла луската, бічних жилок 4 або 5 з кожного боку середньої жилки, непомітні на обох поверхнях, основа тупа, верхівка тупа. Квіток часто по 2-5 в пазухах. Квітконіжка світло-жовта, 2-3 мм. Квітки, світло-коричневі. Кістянка вузькоеліпсоїдна, приблизно 1,2 × 0,4 см, іржавого кольору луската.

## Поширення
Відкриті гірські схили; 1900—2600 м. Південний Юньнань (В'єтнам).